# IMP deidrogenasi
La IMP deidrogenasi è un enzima appartenente alla classe delle ossidoreduttasi, che catalizza la seguente reazione:
inosina-5′-fosfato + NAD+ + H2O ⇄ xantosina 5′-fosfato + NADH + H+
l'enzima agisce sui gruppi idrossido dei derivati idratati del substrato.